# Якобсен, Йенс Петер
Йенс Петер Якобсен (дат. Jens Peter Jacobsen; 7 апреля 1847 — 30 апреля 1885) — датский писатель.

## Биография
Йенс Петер Якобсен родился в Тистеде, окончил Копенгагенский университет (1867) по специальности «биолог». Известный датский беллетрист, ставший впоследствии виртуозом прозы, Якобсен проявил свои дарования сначала в стихотворной форме. Оригинальность и самобытность таланта в стихотворных его опытах проявлялись лишь в зародыше, но сила и выразительность чувств уже обещали многое. Некоторые из этих поэтических набросков внесли новый тон в гармонию датской литературы своей оригинальной символистикой, олицетворениями растительного царства, чем-то андерсеновским в наивно-любовных описаниях природы. Якобсен понял то, чего не могли постигнуть старые приверженцы романтической школы: природа не нуждается в какой-нибудь добавочной искусственности, но сама в себе заключает выражения всевозможных душевных настроений.
Якобсену было, однако, тяжело постоянно приспособляться к правильно повторяющемуся размеру; он хотел, чтобы форма повсюду подчинялась чувству, настроению, содержанию, вследствие чего скоро оставил стихотворения и стал «поэтом прозы». В конце 1876 года появилось первое крупное произведение Якобсена — «Мария Груббе» (переведено на русский язык), роман из жизни датского общества XVII стол. Представители всех слоев тогдашнего общества проходят перед читателем в живых и сильных образах. Главные лица очерчены тонкими психологическими штрихами; описания природы красивы и поэтичны. В манере рассказа заметно некоторое влияние первоклассных писателей современной Якобсену французской литературы. В 1880 году вышел второй крупный роман Якобсена — «Нильс Люне»: изображение той группы романтиков с подкладкой свободомыслия, которая была вытеснена из жизни и литературы политическими деятелями 1848 года. «Нильс Люне» не представляет такого обилия действующих лиц как «Мария Груббе», но все выведенные в нём лица изображены столь же характерно и ярко; изложение более ровное, но не менее богатое красками; чувство глубже и идея более зрелая. «Нильс Люне», по мнению ЭСБЕ, можно назвать едва ли не самым тонким и богатым в психологическом смысле датским романом. Якобсен работал медленно, тщательно отделывая свои произведения, и потому не успел осуществить за свою сравнительно короткую жизнь занимавших его замыслов крупных литературных произведений. Вышедший в 1882 году том новелл Якобсена, из которых особенно выдаются «Чума в Бергамо» и «Фру Фёнс», заключил его литературную деятельность.
Влияние Якобсена более или менее отразилось на всех датских и отчасти норвежских и шведских беллетристах и поэтах 1870-х и позднейших годов.

## Произведения
- «Фру Мария Груббе» (1876) — исторический роман о жизни Дании и Норвегии XVII века.
- «Нильс Люне» (1880) — о воспитании непоколебимости души, завершающееся внутренней победой героя.
- «Шесть новелл» — новеллы о мире и бытии.

## Оценки
Любимый писатель немецкого поэта и философа Райнера Марии Рильке, который в своих «Письмах к молодому поэту» так описывает произведения Якобсена:

«… Из всех моих книг лишь немногие насущно необходимы для меня, а две всегда среди моих вещей, где бы я ни был. Они и здесь со мной: это Библия и книги великого датского писателя Иенса Петера Якобсена. 

Достаньте небольшой сборничек Якобсена „Шесть новелл“ и его роман „Нильс Люне“ и начните читать первую же новеллу первого сборника под названием „Могенс“. На Вас нахлынет целый мир: безбрежность, и счастье, и непонятное величие мира. Побудьте немного в этих книгах, поучитесь тому, что кажется Вам достойным изучения, но прежде всего — полюбите их. Эта любовь Вам вознаградится сторицей, и как бы ни сложилась Ваша жизнь — эта любовь пройдет, я уверен в этом, сквозь ткань Вашего бытия, станет, быть может, самой прочной нитью среди всех нитей Вашего опыта, Ваших разочарований и радостей. 

Если мне придется сказать, от кого я много узнал о сути творчества, о его глубине и вечном значении, я смогу назвать лишь два имени: Якобсена, великого, подлинно великого писателя, и Огюста Родена, ваятеля, который не имеет себе равных среди всех ныне живущих художников…»